# 作文

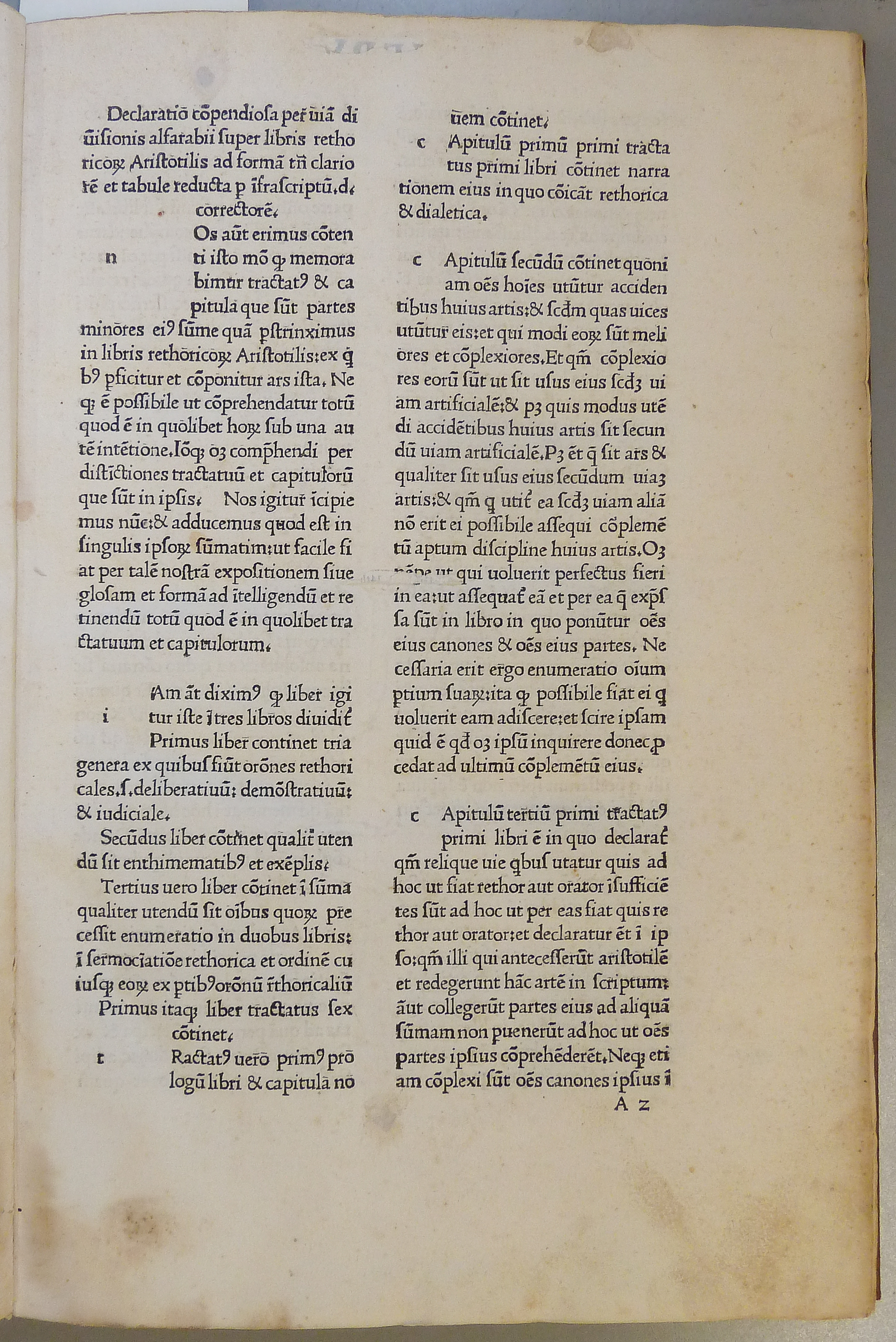
一份亞里士多德的演詞的早期印刷本。

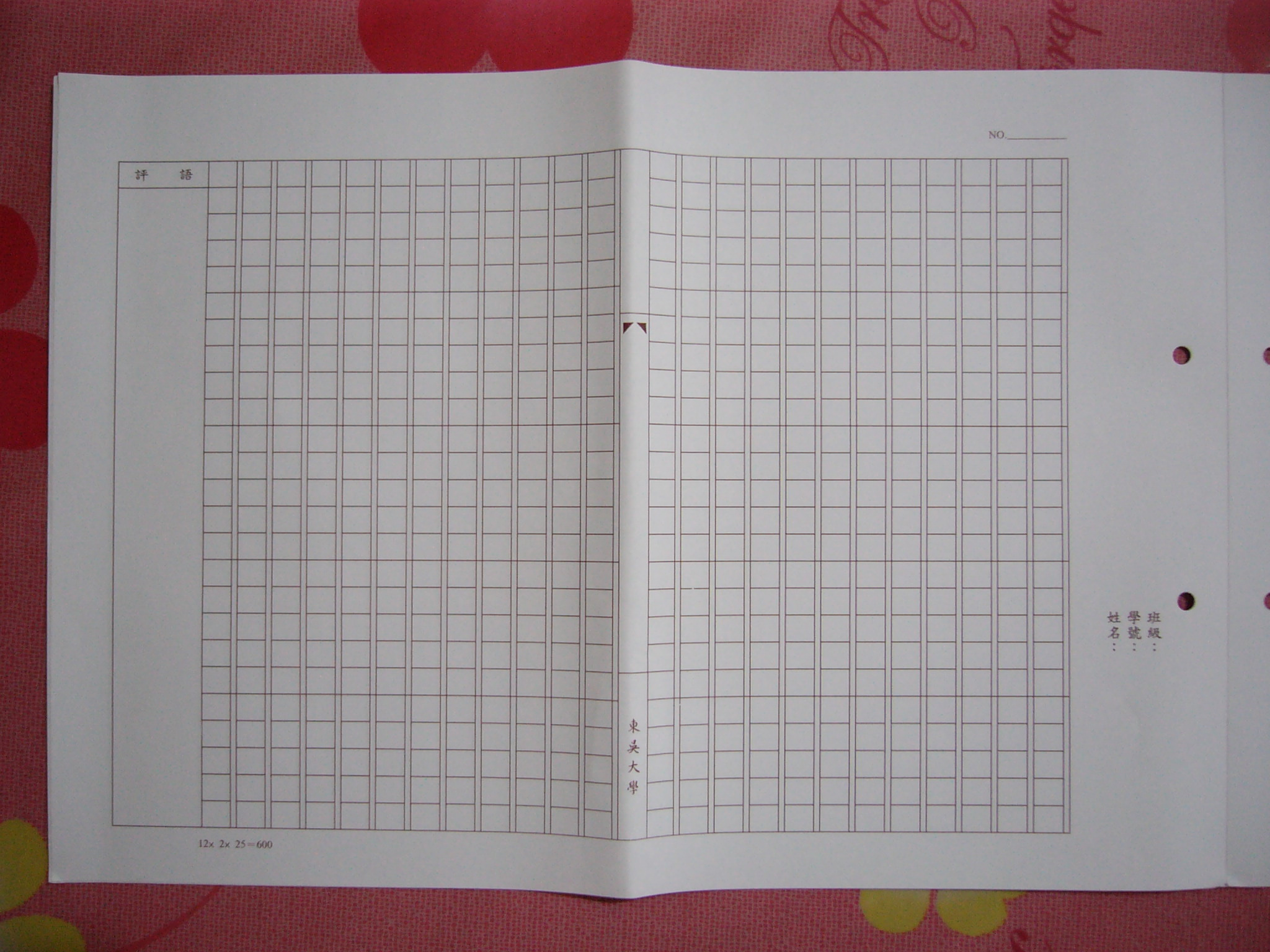
東吳大學作文稿紙。

作文是指一種以傳達信息為目的而安排文章的架構並著手撰寫的文章，在人類的語言文字活動中，是屬於較具邏輯性的一種。作文的形式可能是演講的講詞、描述，抑或是想像力豐富的文學創作。作文可分為：記敘文、說明文、議論文等。

## 作文
作文課是指教育機構為了讓學生寫出優秀的文章而進行的教學活動，作文課會提及有關組織文章、選詞、表達形式等各種內容。在1990年代，歐美國家開始借鏡於商業機構，把各種思考輔助方法帶到課堂中。各種諸如：六帽子思考法、腦圖等技巧皆有應用到教學中。這股風氣在2000年代吹到東亞地區，現時香港的教育當局已把這些寫作的輔助技巧正式納入課程內。閱讀，是令我們學得知識的一個好方法。把閱讀所學的知識應用在作文中，可以寫出一篇好的作品。近年由於資訊科技教學的長足發展，有不少學校正嘗試透過讓學生在部落格上寫作來提高學生的語文能力。

### 數碼化
隨着社會轉型，文字創作轉往數碼空間，這些數碼空間上的創作也是作文的一種。

## 爭議
以作文為考試項目容易引起思想檢查的爭議。

## 文體
- 記敘文
- 描寫文
- 抒情文
- 議論文
- 說明文
- 應用文
- 散文